# Ángel Álvarez
Ángel Álvarez (Madrid, 26 settembre 1906 – Madrid, 13 dicembre 1983) è stato un attore spagnolo.

## Biografia
Apparso in più di 200 film, è ricordato per aver partecipato a molti film western sia di produzione italiana che spagnola, dove spesso ricopriva ruoli minori. In Italia, è noto per aver interpretato il personaggio di Nataniele nel film Django di Sergio Corbucci.

## Filmografia parziale
- El crimen de Pepe Conde, regia di José López Rubio (1946)
- Don Chisciotte della Mancia (Don Quijote de la Mancha), regia di Rafael Gil (1947)
- La guerra di Dio (La guerra de Dios), regia di Rafael Gil (1953)
- Le legioni di Cleopatra, regia di Vittorio Cottafavi (1959)
- Meravigliosa (Los dos rivales), regia di Carlos Arévalo e Siro Marcellini (1960)
- Armi contro la legge, regia di Ricardo Blasco (1961)
- Diciotto con il nonno (La gran familia), regia di Fernando Palacios (1962)
- La ballata del boia (El verdugo), regia di Luis García Berlanga (1963)
- Le maledette pistole di Dallas (Las malditas pistolas de Dallas), regia di José Maria Zabalza (1964)
- Tintin et les oranges bleues, regia di Philippe Condroyer (1964)
- Tre dollari di piombo, regia di Pino Mercanti (1964)
- Madamigella di Maupin, regia di Mauro Bolognini (1966)
- Django, regia di Sergio Corbucci (1966)
- Navajo Joe, regia di Sergio Corbucci (1966)
- Non faccio la guerra, faccio l'amore, regia di Franco Rossi (1966)
- Dove si spara di più, regia di Gianni Puccini (1967)
- Cimitero senza croci (Une corde, un Colt), regia di Robert Hossein (1968)
- Requiem per un gringo, regia di José Luis Merino (1968)
- Il prezzo del potere, regia di Tonino Valerii (1969)
- Tedeum, regia di Enzo G. Castellari (1972)
- Una ragione per vivere e una per morire, regia di Tonino Valerii (1972)
- Un tipo con una faccia strana ti cerca per ucciderti, regia di Tulio Demicheli (1973)
- El anacoreta, regia di Juan Estelrich (1977)

## Doppiatori italiani
- Carlo Romano in Tre dollari di piombo, Django, Madamigella di Maupin, Navajo Joe, Dove si spara di più, Il prezzo del potere, Tedeum, Una ragione per vivere e una per morire
- Roberto Bertea in Requiem per un gringo